# 회사표

바스프사의 사내쿠폰.

회사표(會社票, company scrip)란 특정한 회사에서 그 임직원을 대상으로 발행하는 대용화폐다. 사용자가 소유한 사내 매점에서만 사용할 수 있다.
미국에서는 회사표로 임금을 지급하는 행위가 1938년 공정노동표준법으로 금지되었으나, 그전까지 아주 빈번하게 행해졌다. 특히 외딴 데 떨어져서 사내 매점 외에는 선택지가 없는 벌목장이나 광산에서 회사표 지급이 일반적이었다. 이런 관행은 1967년 의회에서 명시적으로 불법으로 규정하기 전까지 지속되었다.

## 같이 보기
- 기업도시